# Chop Suey!
Chop Suey! è un singolo del gruppo musicale statunitense System of a Down, pubblicato il 6 novembre 2001 come primo estratto dal secondo album in studio Toxicity.
Il singolo ha ricevuto una candidatura ai Grammy Awards 2002 nella categoria Best Metal Performance.

## Descrizione
Il brano avrebbe dovuto intitolarsi Self-Righteous Suicide ma a causa delle pressioni della Columbia Records, che non accettava un titolo del genere, venne modificato in Chop Suey!; quest'ultimo è un riferimento all'omonimo piatto della cucina cinese a base di carne, uova e verdure (mostrato anche nel relativo video musicale).
Il testo contiene anche alcune citazioni dei vangeli tratte dalle ultime parole pronunciate da Gesù prima di morire, precisamente «Father, into your hands I commend my spirit» tratto dal Vangelo secondo Luca e «Father, why have you forsaken me?», tratto dal Vangelo secondo Marco.

## Video musicale
Il video, diretto da Marcos Siega, mostra due concerti sovraimposti in cui il gruppo esegue il brano, alternandosi l'uno con l'altro. In alcune scene si intravede sventolare la bandiera dell'Armenia.
Nel novembre 2020 il video ha superato il miliardo di visualizzazioni su YouTube.

## Tracce
CD promozionale (Europa, Stati Uniti)
1. Chop Suey! – 3:30 (testo: Serj Tankian, Daron Malakian – musica: Daron Malakian)

CD (Europa)
1. Chop Suey! – 3:31 (testo: Serj Tankian, Daron Malakian – musica: Daron Malakian)
2. Sugar (Live) – 2:28 (testo: Serj Tankian – musica: Shavo Odadjian, Daron Malakian)

CD maxi (Europa), download digitale
1. Chop Suey! – 3:30 (testo: Serj Tankian, Daron Malakian – musica: Daron Malakian)
2. Johnny – 2:08 (Serj Tankian)
3. Sugar (Live) – 2:27 (testo: Serj Tankian – musica: Shavo Odadjian, Daron Malakian)
4. War? (Live) – 2:47 (testo: Serj Tankian – musica: Daron Malakian)

CD (Australia, Regno Unito – parte 1), download digitale (Regno Unito)
1. Chop Suey! – 3:33 (testo: Serj Tankian, Daron Malakian – musica: Daron Malakian)
2. Johnny – 2:08 (Serj Tankian)
3. Know (Live) – 3:05 (testo: Serj Tankian – musica: Shavo Odadjian, Daron Malakian, Serj Tankian)

CD (Regno Unito – parte 2)
1. Chop Suey! – 3:32 (testo: Serj Tankian, Daron Malakian – musica: Daron Malakian)
2. Sugar (Live) – 2:27 (testo: Serj Tankian – musica: Shavo Odadjian, Daron Malakian)
3. War? (Live) – 2:47 (testo: Serj Tankian – musica: Daron Malakian)
4. Chop Suey! (Video) – 3:27 (testo: Serj Tankian, Daron Malakian – musica: Daron Malakian)

7" (Regno Unito)
- Lato A

1. Chop Suey! – 3:30 (testo: Serj Tankian, Daron Malakian – musica: Daron Malakian)

- Lato B

1. Johnny – 2:08 (Serj Tankian)

## Formazione
Gruppo
- Serj Tankian – voce, tastiera, composizione strumenti ad arco
- Daron Malakian – chitarra, cori
- Shavo Odadjian – basso
- John Dolmayan – batteria

Altri musicisti
- Rick Rubin – pianoforte aggiuntivo
- Marc Mann – composizione aggiuntiva strumenti ad arco, arrangiamento e conduzione

Produzione
- Rick Rubin – produzione
- Daron Malakian – produzione
- David Schiffman – ingegneria del suono
- Greg Collins – ingegneria del suono aggiuntiva
- Darren Mora – ingegneria del suono aggiuntiva
- Andy Wallace – missaggio
- Eddie Schreyer – mastering

## Classifiche
| Classifica (2001-2002)        | Posizione massima |
| ----------------------------- | ----------------- |
| Australia                     | 14                |
| Belgio (Fiandre)              | 18                |
| Paesi Bassi                   | 25                |
| Regno Unito                   | 17                |
| Stati Uniti                   | 76                |
| Stati Uniti (alternative)     | 7                 |
| Stati Uniti (mainstream rock) | 12                |

## Cover
Chop Suey! è stato reinterpretato numerose volte. Tra le cover registrate vi sono le interpretazioni parodistiche dei Richard Cheese and the Lounge Against the Machine (nell'album Tuxicity del 2002), degli ApologetiX (nel loro album Adam Up del 2003, con il titolo Downer of a Sister) e dai Parokya ni Edgar (nel loro album Halina sa Parokya del 2005, unita a Toxicity nel medley The Ordertaker), e quelle di Casey Shea (per la compilation Guilt by Association Vol. 1 del 2007) e degli Enter Shikari (nella compilation di Rock Sound Worship and Tributes del 2015).